# Classification phylogénétique des oiseaux
Pour les articles homonymes, voir Aves (homonymie).
La classification phylogénétique des oiseaux présente un arbre phylogénétique des Aves (Oiseaux), c'est-à-dire un cladogramme mettant en lumière les relations de parenté existant entre leurs différents groupes (ou taxa), telles que les dernières analyses reconnues les proposent. Ce n'est qu'une possibilité, et les principaux débats qui subsistent au sein de la communauté scientifique sont brièvement présentés ci-dessous, avant la bibliographie.

## Arbre phylogénétique

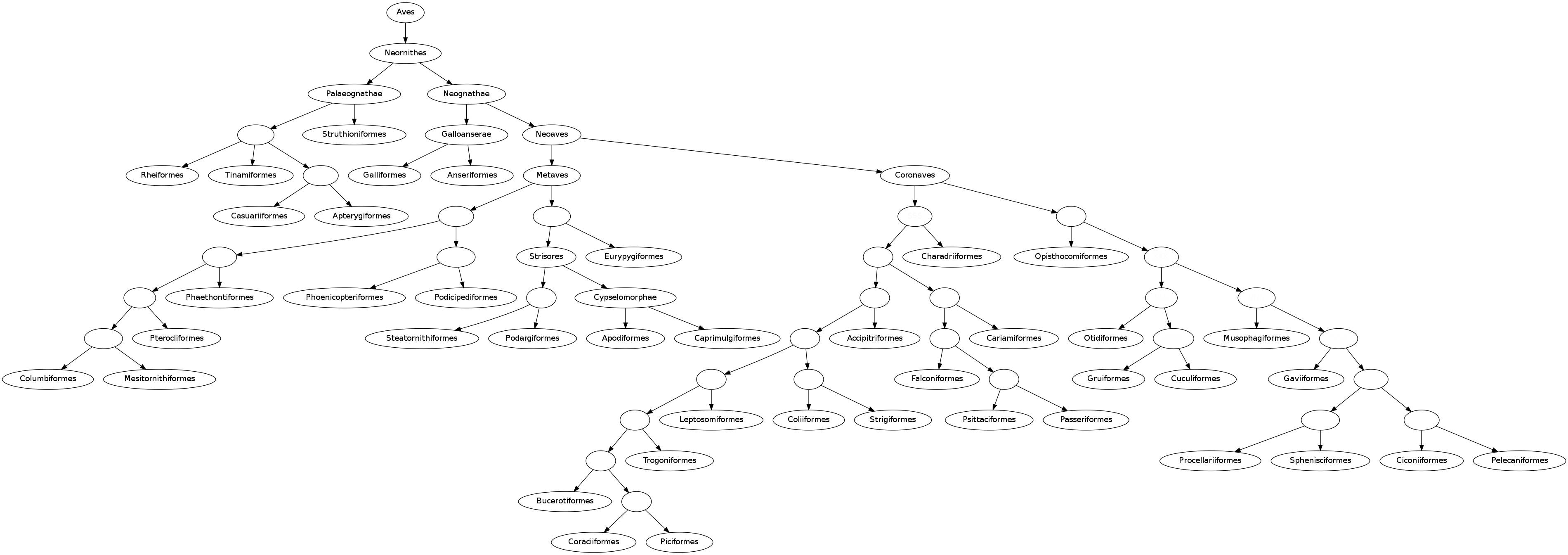
Classification Phylogénétique des Aves (Oiseaux)

Le cladogramme présenté ici ne possède qu'une valeur indicative. Il n'est pas forcément consensuel, et on peut toujours se référer à la bibliographie au bas de l'article.
Le symbole ▲ renvoie à la partie immédiatement supérieure de l'arbre phylogénétique du vivant. Le signe ► renvoie à la classification phylogénétique du groupe considéré. Tout nœud de l'arbre portant plus de deux branches montre une indétermination de la phylogénie interne du groupe considéré.
Les habitudes typographiques des botanistes et des zoologistes sont différentes. Ici, par commodité de lecture, et certains groupes actuels relevant des deux domaines traditionnels, les noms de taxons supérieurs au genre sont tous écrits en caractères droits, les noms de genres ou d'espèces en italiques.
À la suite d'un taxon, sa période d'apparition, quand elle est connue, peut être indiquée suivant la légende suivante :
(Plé) : Pléistocène ; (Pli) : Pliocène ; (Mio) : Miocène ; (Oli) : Oligocène ; (Éoc) : Éocène ; (Pal) : Paléocène ; (Cré) : Crétacé ; (Jur) : Jurassique ; (Tri) : Trias ; (Per) : Permien ; (Car) : Carbonifère ; (Dév) : Dévonien ; (Sil) : Silurien ; (Ord) : Ordovicien ; (Camb) : Cambrien ; (Edi) : Édiacarien. Pour plus de précision si possible, (-) : inférieur ; (~) : moyen ; (+) : supérieur.

```
▲

└─o 
Aves

  └─o 
Carinatae

    ├─o 
Ichthyornithiformes
 (éteint)
    │ └─o 
Apatornithiformes
 (éteint)
    └─o 
Neornithes

      ├─o 
Palaeognathae

      │ ├─o 
Struthioniformes

      │ └─o
      │   ├─o 
Tinamiformes

      │   ├─o 
Rheiformes

      │   └─o
      │     ├─o 
Apterygiformes

      │     └─o 
Casuariiformes

      └─o 
Neognathae

        ├─o 
Galloanserae

        │ ├─o 
Galliformes

        │ └─o 
Anseriformes

        └─o 
Neoaves

          ├─o 
Metaves

          │ ├─o
          │ │ ├─o
          │ │ │ ├─o 
Podicipediformes

          │ │ │ └─o 
Phoenicopteriformes

          │ │ └─o
          │ │   ├─o 
Phaethontiformes

          │ │   └─o
          │ │     ├─o 
Pterocliformes

          │ │     └─o
          │ │       ├─o 
Mesitornithiformes

          │ │       └─o 
Columbiformes

          │ └─o
          │   ├─o 
Eurypygiformes

          │   └─o 
Strisores

          │     ├─o
          │     │ ├─o 
Steatornithiformes

          │     │ └─o 
Podargiformes

          │     └─o 
Cypselomorphae

          │       ├─o 
Caprimulgiformes

          │       └─o 
Apodiformes

          └─o 
Coronaves

            ├─o
            │ ├─o 
Opisthocomiformes

            │ └─o
            │   ├─o
            │   │ ├─o 
Otidiformes

            │   │ └─o
            │   │   ├─o 
Gruiformes

            │   │   └─o 
Cuculiformes

            │   └─o
            │     ├─o 
Musophagiformes

            │     └─o
            │       ├─o 
Gaviiformes

            │       └─o
            │         ├─o
            │         │ ├─o 
Sphenisciformes

            │         │ └─o 
Procellariiformes

            │         └─o
            │           ├─o 
Ciconiiformes

            │           └─o 
Pelecaniformes

            └─o
              ├─o 
Charadriiformes

              └─o
                ├─o
                │ ├─o 
Cariamiformes

                │ └─o
                │   ├─o 
Falconiformes

                │   └─o
                │     ├─o 
Passeriformes
 
►

                │     └─o 
Psittaciformes

                └─o
                  ├─o 
Accipitriformes

                  └─o
                    ├─o
                    │ ├─o 
Coliiformes

                    │ └─o 
Strigiformes

                    └─o
                      ├─o 
Leptosomiformes

                      └─o
                        ├─o 
Trogoniformes

                        └─o
                          ├─o 
Bucerotiformes

                          └─o
                            ├─o 
Piciformes

                            └─o 
Coraciiformes
```

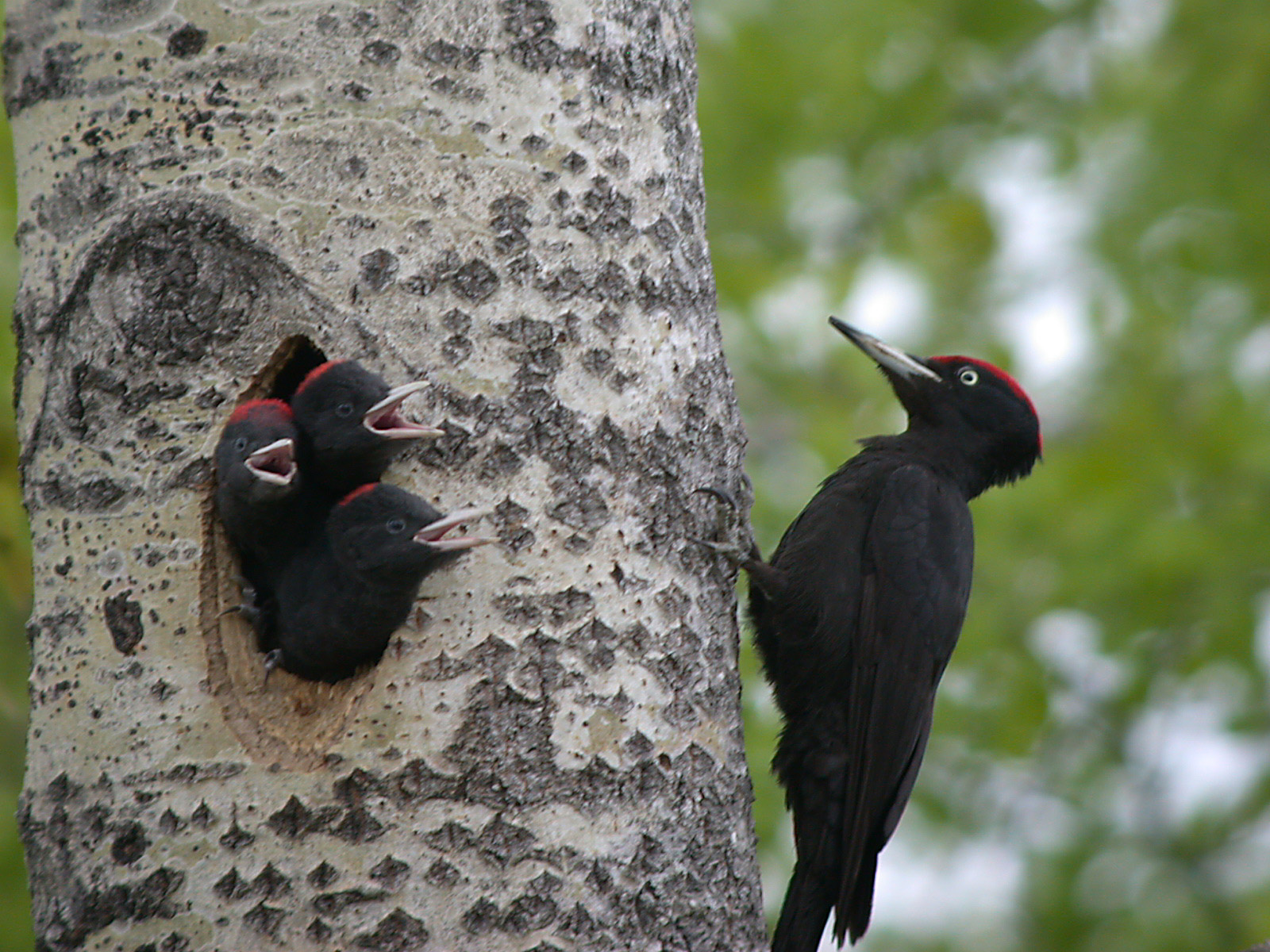
Pic noir (Dryocopus martius, Picidae) au nid
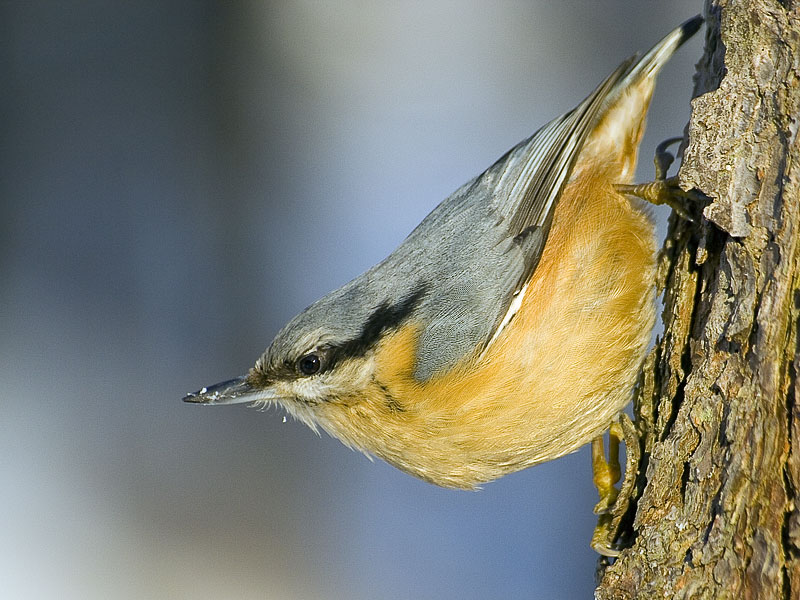
Sittelle torchepot (Sitta europaea, Sittidae)
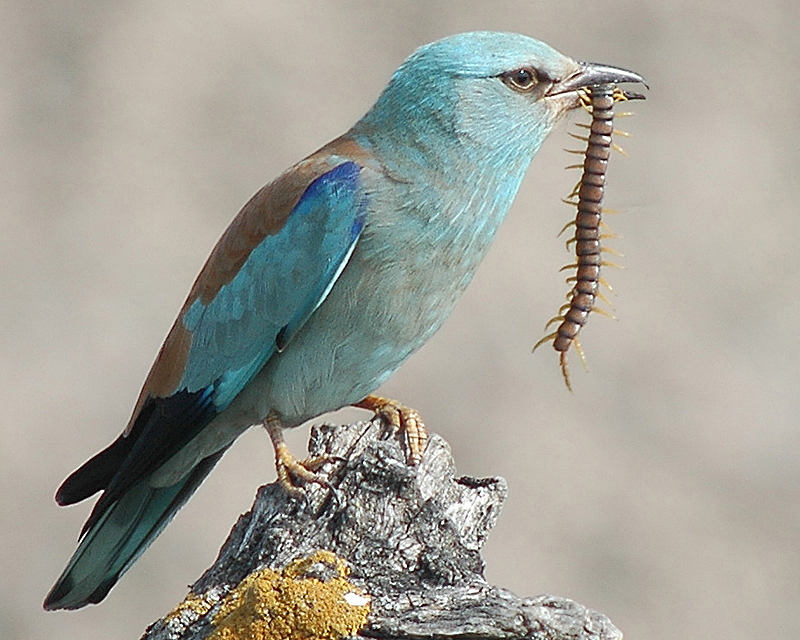
Rollier d'Europe (Coracias garrulus, Coraciidae)
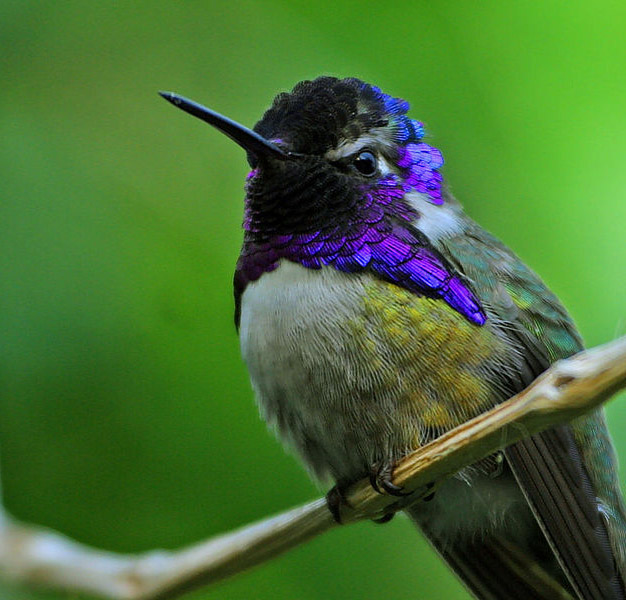
Colibri (Trochilidae)
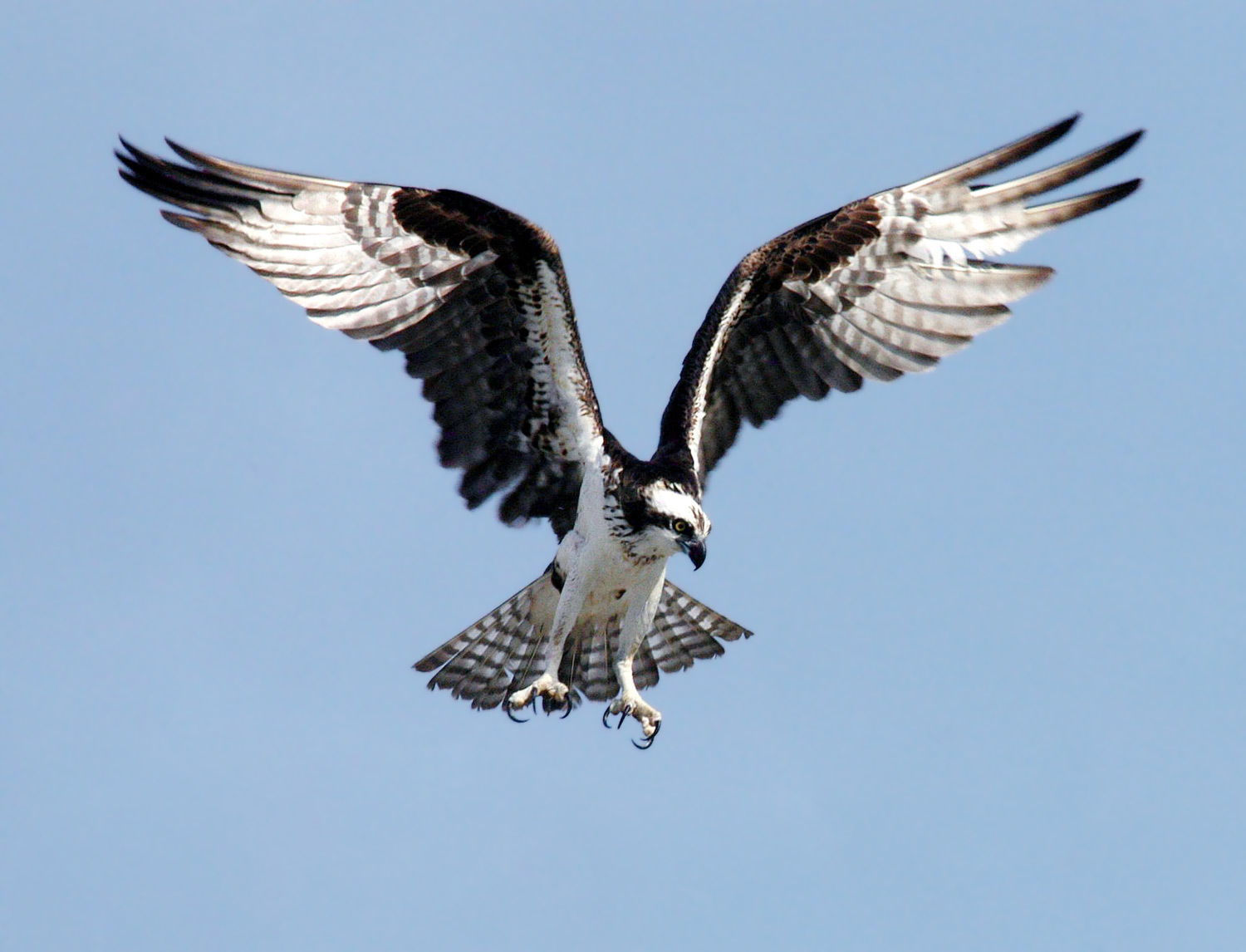
Balbusard pêcheur (Pandion haliaetus, Pandionidae)
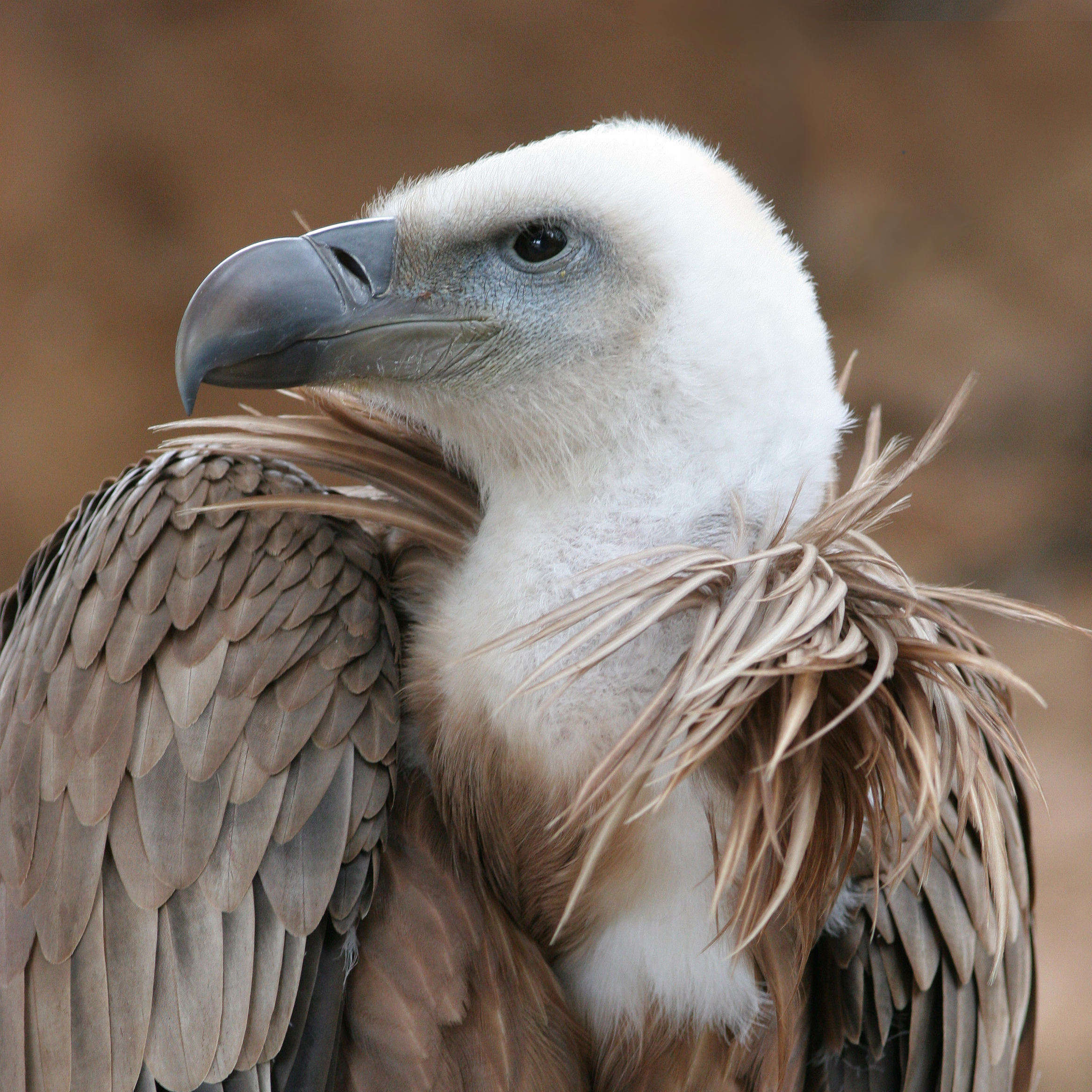
Vautour fauve (Gyps fulvus, Accipitridae)
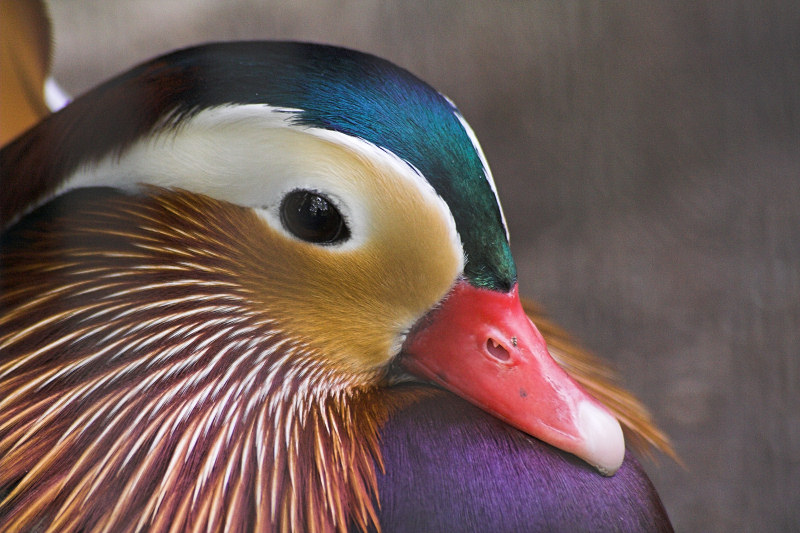
Aix galericulata
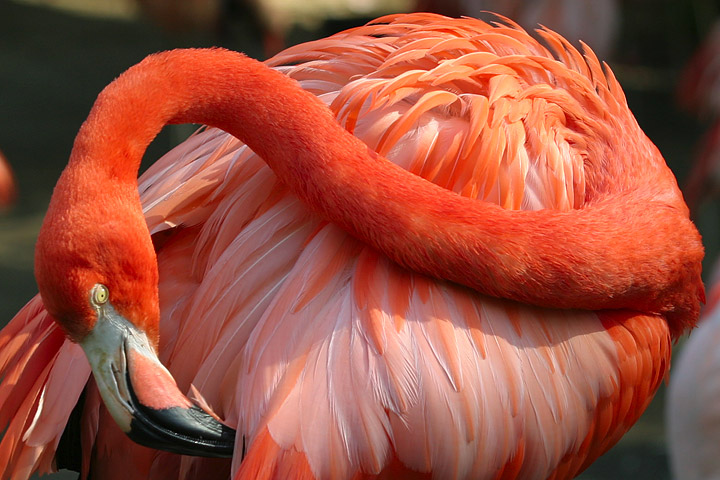
Flamant rose (Phoenicopterus ruber, Phoenicopteridae)
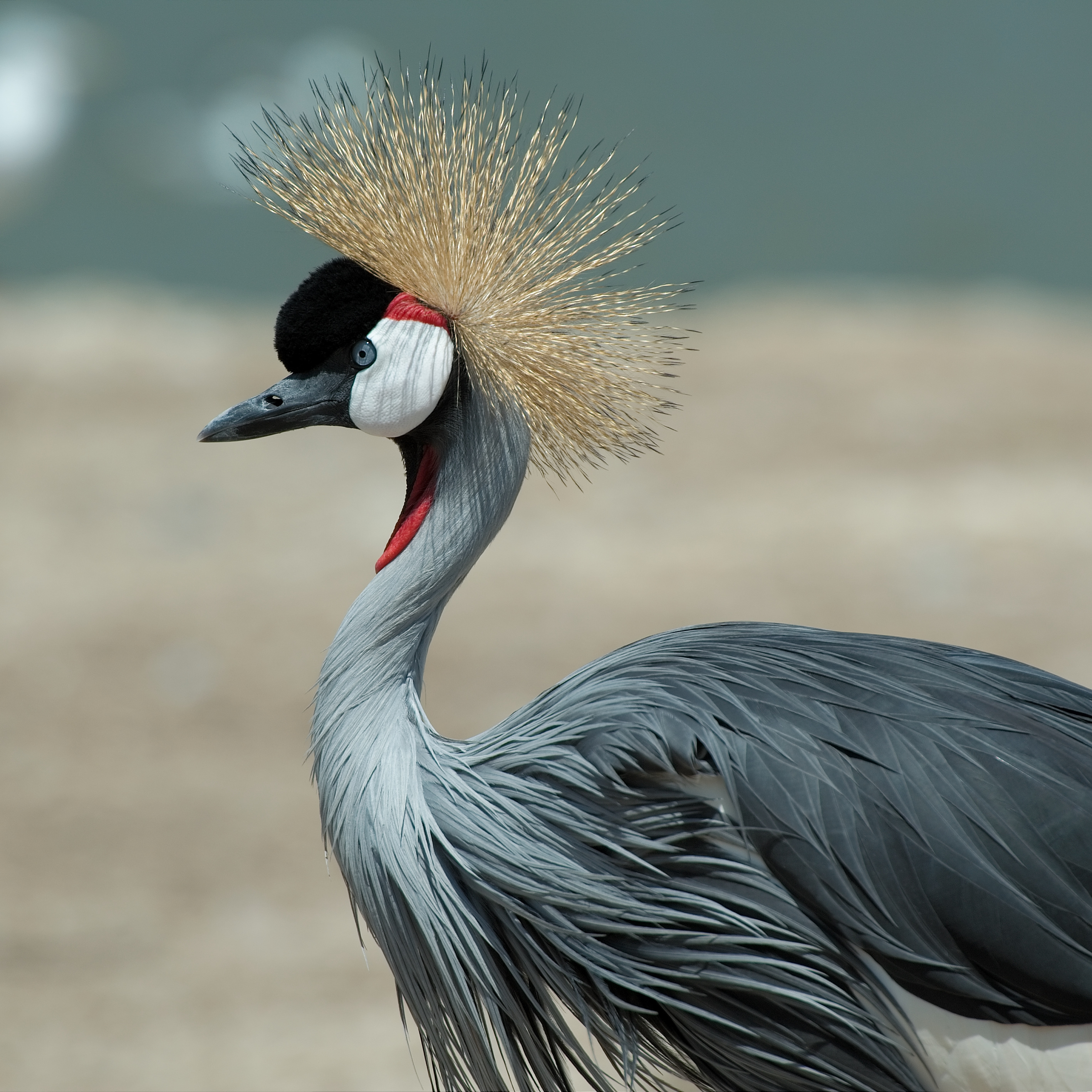
Grue couronnée (Balearica regulorum, Gruidae)
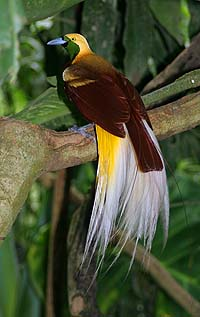
Petit Paradisier (Paradisaea minor, Corvidae)
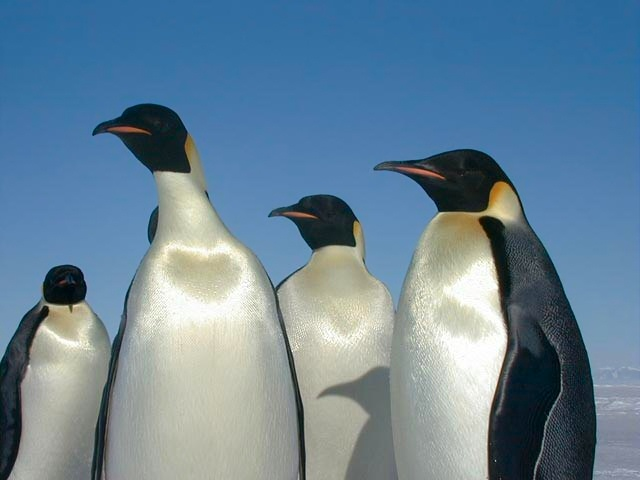
Manchot empereur (Aptenodytes forsteri, Spheniscidae)

## Débat scientifique relatif à la phylogénie desAves
Les origines des Oiseaux et leurs parentés parmi les différentes lignées de Théropodes restent des lieux de débat. On trouvera à la page « Dinosauria (classification phylogénétique) » un autre arrangement de ces différents groupes maniraptoriens que celui présenté dans le cladogramme ci-dessus.
La classification traditionnelle des Oiseaux modernes a été entièrement remise en question par les publications de Charles Sibley, dont la classification est basée sur la comparaison des hybridations de l'ADN. Le clade monophylétique formé, à la base de l'arbre des Néognathes, par les Galliformes et les Ansériformes est aujourd'hui accepté par tous les auteurs. Par contre, en ce qui concerne les Neoaves, sur la base de la classification de Sibley, d'autres analyses plus phylogénétiques en ont remis en cause certains des résultats, notamment sur l'appréciation de l'homologie de certains caractères. 
La définition de la plupart des anciens ordres a été modifiée ; les noms d'ordres (en -iformes) portés dans l'arbre sont ceux du Congrès ornithologique international. Le cladogramme présenté ci-dessus suit Hackett et alii 2008.

## En savoir plus

### Sources bibliographiques de référence
- Sterling J. Nesbitt, Daniel T. Ksepka et Julia A. Clarke : « Podargiform Affinities of the Enigmatic Fluvioviridavis platyrhamphus and the Early Diversification of Strisores ("Caprimulgiformes" + Apodiformes) », PLoS ONE vol. 6, 2011
- John Harshman, Edward L. Braun, Michael J. Braun, Christopher J. Huddleston, Rauri C. K. Bowie, Jena L. Chojnowski, Shannon J. Hackett, Kin-Lan Han, Rebecca T. Kimball, Ben D. Marks, Kathleen J. Miglia, William S. Moore, Sushma Reddy, Frederick H. Sheldon, David W. Steadman, Scott J. Steppan, Christopher C. Witt et Tamaki Yuri : « Phylogenomic evidence for multiple losses of flight in ratite birds », PNAS, vol. 105, n°36, 2008, pp. 13462–13467
- Shannon J. Hackett, Rebecca T. Kimball, Sushma Reddy, Rauri C. K. Bowie, Edward L. Braun, Michael J. Braun, Jena L. Chojnowski, W. Andrew Cox, Kin-Lan Han, John Harshman, Christopher J. Huddleston, Ben D. Marks, Kathleen J. Miglia, William S. Moore, Frederick H. Sheldon, David W. Steadman, Christopher C. Witt, Tamaki Yuri : « A phylogenomic study of birds reveals their evolutionary history », Science, vol. 320, n°5884, 2008, pp. 1763-1768
- Bradley C. Livezey et Richard L. Zusi : « Higher-order phylogeny of modern birds (Theropoda, Aves: Neornithes) based on comparative anatomy. II. Analysis and discussion », Zoological Journal of Linnean Society, vol. 149, 2007, pp. 1-95
- Per G.P. Ericson, Cajsa L. Anderson, Tom Britton, Andrzej Elzanowski, Ulf S. Johansson, Mari Källersjö, Jan I. Ohlson, Thomas J. Parsons, Dario Zuccon et Gerald Mayr : « Diversification of Neoaves : integration of molecular sequence data and fossils », Biol. Lett., 2006
- Gavin H. Thomas, Matthew A. Wills et Tamás Székely : « A supertree approach to shorebird phylogeny », BMC Evolutionary Biology 4:28, 2004
- Per G.P. Ericson, Ida Envall, Martin Irestedt et Janette A. Norman : « Inter-familial relationships of the shorebirds (Aves : Charadriiformes) based on nuclear DNA sequence data », BMC Evolutionary Biology, 3:16, 2003
- Charles Gald Sibley et Jon Edward Ahlquist : Phylogeny and classification of birds. A Study in Molecular Evolution, Yale University Press, 1990,  (ISBN 978-0300040852)

### Autres sources bibliographiques
- R.S. de Kloet et S.R. de Kloet (2005) « The evolution of the spindlin gene in birds: Sequence analysis of an intron of the spindlin W and Z gene reveals four major divisions of the Psittaciformes ». Molecular Phylogenetics and Evolution 36, pp. 706-721.

### Sources internet
- David P. Mindell, Joseph W. Brown et John Harshman (2008) « Neoaves » in The Tree of Life Web Project et pages subséquentes
- Alan P. Peterson, « Zoological nomenclature data: Birds of the World - current valid scientific avian names » sur le site Zoonomen. Zoological Nomenclature Resource
- Charles G. Sibley et Burt L. Monroe Jr. (1993) « Sibley's Sequence Based on DNA hybridization comparisons », sur le site Picchio verde
- Mikko's Phylogeny Archive
- The Taxonomicon
- Palaeos.org
- Micro*scope
- NCBI Taxonomy Browser